# Planeta (cantaor)
El Planeta (Cádiz, 1789-Málaga, 1856) es el más antiguo cantaor de flamenco del que se tienen registros relativamente precisos, tanto de su existencia como de sus cantes (sobre la obra del Tío Luis el de la Juliana, aunque anterior, se conocen muy pocos detalles). 

Hasta 2011, lo único que se conocía sobre Planeta eran las referencias que el escritor flamencólogo Serafín Estébanez Calderón dejó en su obra maestra Escenas Andaluzas, publicada en 1847. Según la información proporcionada por Estébanez Calderón, El Planeta era un cantaor que se acompañaba él mismo tocando la guitarra:
Entramos a punto en que el Planeta, veterano cantador, y de gran estilo, según los inteligentes, principiaba un romance o corrida, después de un preludio de la vihuela y dos bandolines, que formaban lo principal de la orquesta, y comenzó aquellos trinos penetrantes de la prima, sostenidos con aquellos melancólicos dejos del bordón, compaseado todo por una manera grave y solemne, y de vez en cuando, como para llevar mejor la medida, dando el inteligente tocador unos blandos golpes en el traste del instrumento, particularidad que aumenta la atención tristísima del auditorio.
Sobre su aspecto, Estébanez Calderón escribe:
La cara no era nada desagradable: ovalada, con ojos negros, vivos e inteligentes, con nariz regular, con boca ancha pero dejando ver regulares y blancos dientes, con la frente levantada y bien calzada de pelo y con cierto gesto de autoridad afectada pero por nadie contradicha, daban al todo de la persona las afueras y el exterior de algún patriarca de aviesa y enrevesada laya.
Por otra parte, el seudónimo «Planeta» se encuentra entre los pocos nombres de cantaores mencionados en una lista que el cantaor Juanelo proporcionó a Antonio Machado y Álvarez (Demófilo) para su libro Colección de cantes flamencos (1881).
Sin embargo, gracias a un estudio publicado por el flamencólogo Manuel Bohórquez en 2011, se ha podido precisar la información sobre el lugar y fecha de nacimiento de Planeta, así como su nombre real: se trataría de Antonio Monge Rivero, gitano, carnicero de profesión y oriundo de Cádiz. De acuerdo con esta misma investigación, Planeta fue el hijo de Gregorio Monge y de Francisca Rivero. Contrajo matrimonio con María Bara Gallardo, también gaditana y — según consta en los registros (el padrón de habitantes de Málaga) — entre 1810 y 1834 tuvieron al menos siete hijos: Antonia, Tomasa, Francisco, Dolores, María Dolores, María Magdalena y Tomás. Con la investigación, se llegó además a la conclusión de que el cantaor sevillano Manolo Caracol sería su tataranieto.